# Partizania
Partizania es un género de foraminífero bentónico considerado como nomen nudum e invalidado, aunque también considerado un sinónimo posterior de Partisania de la familia Partisaniidae, de la superfamilia Robuloidoidea, del suborden Lagenina y del orden Lagenida. Su rango cronoestratigráfico abarcaba el Lopingiense (Pérmico superior).

## Clasificación
En Partizania no se ha considerado ninguna especie.